# Харпер (Орегон)
Харпер (енгл. Harper) насељено је место без административног статуса у америчкој савезној држави Орегон.

## Демографија
По попису из 2010. године број становника је 109.
| Група             | 2000.    | 2010.      |
| Белци             | 0 (0,0%) | 89 (81,7%) |
| Афроамериканци    | 0 (0,0%) | 0 (0,0%)   |
| Азијати           | 0 (0,0%) | 0 (0,0%)   |
| Хиспаноамериканци | 0 (0,0%) | 18 (16,5%) |
| Укупно            | 0        | 109        |